# تولبيو
تولبّيو هي قرية تقع في بلدية سافوكوسكي، لابلاند، فنلندا. وتقع حوالي 70 كيلومترا (43 ميل) إلى الشمال الغربي من القرية الرئيسية من سافوكوسكي، 10 كم (6.2 ميل) إلى الجنوب من الحديقة الوطنية أورهو كيكونين وعلى بعد 19 كم (12 ميل) إلى الغرب من الحدود الروسية . لا توجد الإقامة الدائمة في تولبّيو، ولكن هناك يقع منتجع للتخييم له شعبية جدا لدى الناس في رحلات الصيد .

## وصلات خارجية
- Tulppion majat (in Finnish)

‌